# Federico Axat
Federico Axat, né le 19 juin 1975 à Buenos Aires, est un écrivain argentin, auteur de thriller psychologique.

## Biographie
En 2010, il publie son premier roman, Benjamin. En 2016, il fait paraître un thriller psychologique, L'Opossum rose (La última salida), « une histoire démente, un labyrinthe psychologique, entre passé et présent, avec de multiples ramifications. Une intrigue de haute voltige » selon la critique littéraire Martine Freneuil dans Le Quotidien du Médecin. Pour Marc Fernandez, critique littéraire sur LCI, « Axat écrit bien, juste, manie la langue et les dialogues à la perfection, les rebondissements sont à la limite du supportable, il manipule avec talent et nous offre ici un véritable page-turner ».

## Œuvre

### Romans
- Benjamin (2010)
- El pantano de las mariposas (2013) Publié en français sous le titre La Transformation des papillons, Terra nova (2015)  (ISBN 978-2-8246-0565-4)
- La última salida (2016) Publié en français sous le titre L'Opossum rose, Calmann-Lévy, coll. « Robert Pépin présente » (2016)  (ISBN 978-2-7021-5901-9) ; réédition Le Livre de poche no 34722 (2017)  (ISBN 978-2-253-08676-5)
- Amnesia (2018) Publié en français sous le titre Le Promontoire du reptile, Calmann-Lévy, (2021)  (ISBN 978-2-702-16561-4) ; réédition Le Livre de poche no 36704 (2022)  (ISBN 978-2-253-19546-7)